# Thanatus ubsunurensis
Thanatus ubsunurensis là một loài nhện trong họ Philodromidae.
Loài này thuộc chi Thanatus. Thanatus ubsunurensis được Dmitri Viktorovich Logunov miêu tả năm 1996.